# Nowon-gu
Nowon-gu  (Hangul: 노원구; Hanja: 蘆原區; Hán Việt: Lô Nguyên khu) là một quận (gu) của thủ đô Seoul, Hàn Quốc. Quận này nằm ở đông bắc thành phố, đây là quận có mật độ cao nhất Seoul với 619.509 người sống trên diện tích 35,44 km2. Đại học Công nghệ quốc gia Seoul nằm ở quận này.